# Francesco Rognoni Taeggio
Francesco Rognoni Taeggio (Milano, seconda metà del XVI secolo – dopo 1626) è stato un compositore italiano, polistrumentista e trattatista, figlio di Riccardo Rognoni e fratello di Giovanni Domenico Rognoni Taeggio, entrambi valenti compositori e musicisti.

## Biografia
Francesco e il padre Riccardo sono verosimilmente membri della famiglia Rognoni de Taegio che, schieratasi con i Visconti nella guerra con Venezia, perse i suoi beni della Val Taleggio e fu esiliata a Milano attorno al 1430.
La principale fonte d'informazioni sulla vita di Francesco Rognoni sono i frontespizi e le dediche delle sue opere pubblicate. Nel 1610 vi risulta essere maestro di cappella Francesco Filiberto, principe di Masserano, nel 1613 è "capo musico d'instromenti" di Juan de Mendoza y Velasco, governatore di Milano, e nel 1620 maestro di cappella in Sant'Ambrogio Maggiore di Milano. Da altre dediche si deduce che era in contatto con importanti committenti esteri come l'arciduca Carlo d'Austria e re Sigismondo III Vasa di Polonia e che venne insignito cavaliere pontificio e conte palatino. Fu suonatore di violino, viola bastarda, flauto e di altri strumenti.
Pubblicò raccolte di messe e mottetti, di madrigali, di canzoni e trattati. La sua opera oggi più famosa è la Selva de varii passaggi, preziosa sia per alcune informazioni sulla tecnica vocale e strumentale, e sia come metodo d'ornamentazione. Oltre a ricchissimi esempi di diminuzioni sopra singoli intervalli, scale e cadenze, contiene interi brani polifonici – mottetti e madrigali di autori come Pierluigi da Palestrina e Orlando di Lasso – diminuiti per voce acuta, per voce di basso, per uno strumento acuto, per violone o trombone e per viola bastarda.

## Opere
- Canzoni francese per sonar con ogni sorte de instromenti a quattro, cinque e otto, Milano, Agostino Tradate, eredi, 1608
- Messa, salmi intieri et spezzati, Magnificat, falsi bordoni, motetti a cinque voci, con duoi dialoghi, uno a otto, & l'altro a nove, con il basso principale per l'organo [...] opera seconda, Milano, Simone Tini & Filippo Lomazzo, 1610
- 2 mottetti (Veni Domine a voce sola e Tribularer a due voci), in Aggiunta nuova delli concerti de diversi eccell. autori, à una, due, tre e quattro voci, raccolti da Filippo Lomazzo, Milano, Lomazzo, 1612 /  Concerti de diversi eccell. autori, à Due, Tre, & Quattro Voci. Raccolti dal R. D. Francesco Lucino Musico nella Chiesa Metropolitana di Milano. Di nuouo in questa Terza Impressione corretti, & agiontoui altri bellissimi Concerti à 2. & 4. Con vna messa à 4. & 2. Magnificat, Raccolti da Filippo Lomazzo. Con la Partitura per l'Organo, Milano, Lomazzo, 1616
- Il primo libro de madrigali a cinque voci, con il basso per sonar con il clavacimbolo, o ghitarone, Venezia, Giacomo Vincenti, 1613
- Il scholaro per imparar a suonar di violino et altri instromenti [...] contengono brandi, saltarelle, gagliarde etc., Milano, data ignota (perduto, noto dai cataloghi librari di Kaspar Flurschütz, Augsburg, 1616 e anni successivi)
- Aggiunta dello scolaro di violino & altri strumenti co'l basso continuo per l'Organo &c, Milano, 1614 (perduto, noto da Filippo Piccinelli, Ateneo dei letterati milanesi, Milano, 1670, p. 220)
- Balletto Scendet'ò muse, ò ninfe, pubblicato in: Giovanni Domenico Rognoni, Madrigali a otto voci, Milano, Lomazzo, 1619
- Selva de varii passaggi secondo l'uso moderno, per cantare, & suonare con ogni sorte de Stromenti, divisa in due parti : Nella prima de quali dimostra il modo di cantar polito, é con gratia, & la maniera di portar la voce accentata, con tremoli, groppi, trilli, esclamationi, & passeggiare di grado in grado, salti di terza, quarta, quinta, sesta, ottava, & cadenze finali per tutte le parti, con diversi altri essempi, et motetti passeggiati, Cosa ancora utile à suonatori per imitare la voce humana: Parte seconda ove si tratta dei pasaggi dificili, per gl'instromenti del dar l'arcata, portar della lingua, diminuire di grado in grado, cadentie finali, essempi, canti diminuiti, con la maniera di suonar la Viola bastarda: Nuovamente datta in luce / di Francesco Rognoni Taegio, capo musico d'instromenti nella Regia Ducal Corte, Maestro di Capella in Santo Ambrosio Maggiore di Milano, Milano, Filippo Lomazzo, 1620
- Missarum et motectorum quatuor et quinque vocum cum partitura ad organum [...] liber primus, opus IX, Venezia, Alessandro Vincenti, 1624
- Correnti, e Gagliarde a 4, con la quinta parte ad arbitrio, per suonare sù varij strumenti, Milano, 1624 (perduto, noto da Filippo Piccinelli, Ateneo dei letterati milanesi, Milano, 1670, p. 220)
- Concerto Ave Virgo benedicta per soprano e basso continuo, in: Flores praestantissimorum virorum, Milano, Lomazzo, 1626
- Exempla diminutionum [...] mehrenteils uff Instrumenten, alß Violinen und Cornetten zu gebrauchen, in: Johann Andreas Herbst, Musica practica sive Instructio pro symphoniacis, Nürnberg, Dümler, 1642, pp. 15–21